# Más allá de la angustia
Más allá de la angustia es la tercera telenovela producida en México por Colgate-Palmolive y dirigida por Rafael Banquells en el año de 1958 ocupando el horario que deja libre Gutierritos a las 6:30PM con una duración de 30 Minutos por el Canal 4
La telenovela tuvo un nivel de audiencia elevado al principio, sin embargo este bajó considerablemente después de una semana. Analistas determinaron que se debía a que ocupó el horario de un éxito y la gente no terminó de convencerse con esta producción.
Estuvo protagonizada principalmente por cuatro actrices quienes interpretaban a cuatro mujeres abordando sus vidas y sus preocupaciones como amas de casa, las protagonistas fueron Dalia Iñiguez , Alicia Montoya, Silvia Suárez y Silvia Caos.
Contó además con una historia original de Mimí Bechelani quien es considerada como uno de los pilares de los primeros años de la televisión en México, además de ser la creadora de Teresa una de las historias más famosas de la televisión mexicana.

## Elenco
- Dalia Íñiguez
- Alicia Montoya
- Silvia Suárez
- Silvia Caos
- Nicolás Rodríguez
- Raúl Farell
- Francisco Jambrina
- Fanny Schiller
- Magda Guzmán